# 凌风草
凌风草（学名：Briza media）为禾本科凌风草属下的一个种。